# 빌리노 폴레
빌리노 폴레(보스니아어: Bilino Polje)는 보스니아 헤르체고비나 제니차에 위치한 축구 경기장으로 수용 인원은 15,600명이다. 1972년에 개장했으며 NK 첼리크 제니차와 보스니아 헤르체고비나 축구 국가대표팀의 홈 구장으로 사용되고 있다.

## 기록

### 2002년 FIFA 월드컵 유럽 지역 예선
| 날짜            | 팀 1                  | 스코어 | 팀 2         | 라운드 |
| --------------- | --------------------- | ------ | ------------ | ------ |
| 2001년 10월 7일 | 보스니아 헤르체고비나 | 5 - 0  | 리히텐슈타인 | 7조    |